# هورلتون (کالیفرنیا)
هورلتون (به انگلیسی: Hurleton) یک منطقهٔ مسکونی در ایالات متحده آمریکا است که در شهرستان بیوت، کالیفرنیا واقع شده‌است. هورلتون ۴۸۷ متر بالاتر از سطح دریا قرار دارد.